# Andinobates dorisswansonae

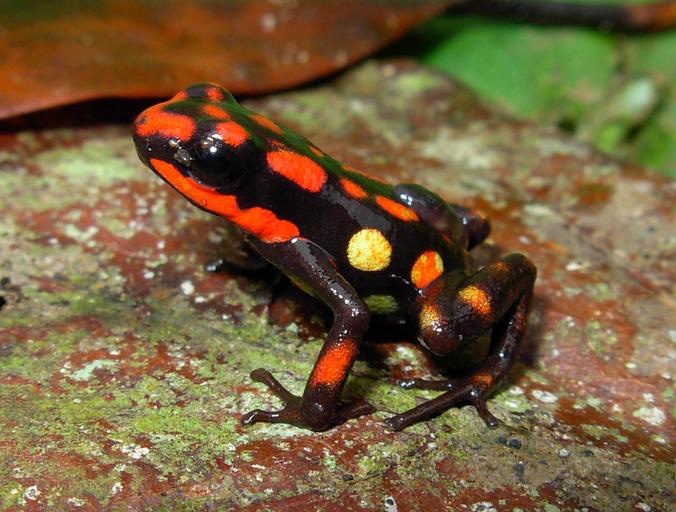
Exemplar mit roten und gelben Punkten

Andinobates dorisswansonae (Syn.: Dendrobates dorisswansoni ) ist eine endemisch in Kolumbien vorkommende Froschlurchart (Anura) aus der Familie der Baumsteigerfrösche (Dendrobatidae). Der Artname ehrt die Umweltschützerin Doris Swanson aus Spokane.

## Merkmale
Die Kopf-Rumpf-Länge (SVL) von Andinobates dorisswansonae variiert zwischen 16 und 19 Millimetern. Weibchen sind geringfügig größer als Männchen. Die Grundfarbe der gesamten Körperoberseite einschließlich der Beine ist schwarzbraun und mit unregelmäßigen roten, zuweilen auch einigen gelblichen Flecken überzogen. Tuberkel fehlen. Der Kopf ist etwas länger als breiter und schmaler als der Körper, die Schnauze ist gerundet. Die Augen sind schwarz und groß. Sie nehmen durchschnittlich 13,1 % der Schnauzenlänge ein.

## Ähnliche Arten
Andinobates dorisswansonae kann von anderen Baumsteigerfroscharten durch die Verschmelzung des ersten und zweiten Zehs des Fußes unterschieden werden. Lediglich die nach  Doris Swansons Ehemann Dale benannte Art Andinobates daleswansoni zeigt ebenfalls dieses Merkmal, unterscheidet sich jedoch deutlich durch die rote Färbung des Kopfes und das Fehlen von roten und gelben Sprenkel auf der Körperoberfläche.

## Verbreitung und Lebensraum
Andinobates dorisswansonae wurde in der Zentralkordillere in der Region Tolima in Höhenlagen zwischen 1000 und 2000 Metern gefunden. Diese Region wird als „Kaffeegürtel“ bezeichnet, da dort viele Kaffeeplantagen angelegt wurden. Zwischen den Plantagen verblieben jedoch noch viele Stellen mit der ursprünglichen Vegetation, von der ein Großteil nur in diesem Gebiet vorkommt und der den Fröschen als Lebensraum dient.

## Lebensweise
Dendrobates dorisswansonae hält sich überwiegend  auf dem Waldboden oder in Bromeliengewächsen (Bromeliaceae) in einer Höhe von 1,5 bis 2,0 Metern auf. Die Weibchen bilden fünf oder sechs Eier in jedem Eierstock. Diese sind braun und haben einen Durchmesser von ungefähr 1,96 bis 2,08 Millimetern.

## Toxizität
Wie die meisten Pfeilgiftfrösche sondert auch Dendrobates dorisswansonae über die Haut toxische Stoffe ab. Der Grad der Giftigkeit und die Zusammensetzung der Giftstoffe muss noch ermittelt werden.

## Gefährdung
Aufgrund von Rodungen der Regenwälder für den Anbau von Kaffeeplantagen ist eine Verbreitung der Art begrenzt und sie wird demzufolge von der Weltnaturschutzorganisation IUCN als „vulnerable = gefährdet“ eingestuft.